# 全国高等学校ラグビーフットボール大会 (鳥取県勢)
全国高等学校ラグビーフットボール大会における鳥取県勢の成績について記す。

## 代表校
| 年度                  | 代表校                     | 全国大会成績                                                   | 備考                                  |
| --------------------- | -------------------------- | -------------------------------------------------------------- | ------------------------------------- |
| 1970年（第50回大会）  | 倉吉工（初出場）           | 2回戦 11-25 國學院久我山（東京都）                             |                                       |
| 1980年（第60回大会）  | 米子工（初出場）           | 1回戦 0-40 若狭農林（福井県）                                  |                                       |
| 1982年（第62回大会）  | 米子工（2年ぶり2回目）     | 1回戦 不戦敗 羽咋工（石川県）                                  | 鳥取県・島根県代表 食中毒のため棄権。 |
| 1985年（第65回大会）  | 米子工（3年ぶり3回目）     | 1回戦 4-22 千葉東（千葉県）                                    |                                       |
| 1986年（第66回大会）  | 倉吉工（16年ぶり2回目）    | 1回戦 4-14 木本（三重県）                                      | 鳥取県・島根県代表                    |
| 1987年（第67回大会）  | 米子北（初出場）           | 1回戦 6-13 磐城（福島県）                                      |                                       |
| 1988年（第68回大会）  | 倉吉東（初出場）           | 1回戦 8-13 三沢商（青森県）                                    |                                       |
| 1989年（第69回大会）  | 米子東（初出場）           | 1回戦 3-30 岐阜工（岐阜県）                                    |                                       |
| 1990年（第70回大会）  | 米子東（2年連続2回目）     | 1回戦 0-41 早大学院（東京都第1）                               |                                       |
| 1991年（第71回大会）  | 倉吉東（3年ぶり2回目）     | 2回戦 0-8 佐沼（宮城県）                                       |                                       |
| 1992年（第72回大会）  | 米子工（7年ぶり4回目）     | 1回戦 3-46 相模台工（神奈川県）                                |                                       |
| 1993年（第73回大会）  | 米子工（2年連続5回目）     | 1回戦 8-42 北見北斗（北北海道）                                |                                       |
| 1994年（第74回大会）  | 倉吉東（3年ぶり3回目）     | 1回戦 0-51 関商工（岐阜県）                                    |                                       |
| 1995年（第75回大会）  | 米子工（2年ぶり6回目）     | 1回戦 0-89 作新学院（栃木県）                                  |                                       |
| 1996年（第76回大会）  | 米子東（6年ぶり3回目）     | 1回戦 0-69 磐城（福島県）                                      |                                       |
| 1997年（第77回大会）  | 米子東（2年連続4回目）     | 1回戦 5-93 埼玉工大深谷（埼玉県）                              |                                       |
| 1998年（第78回大会）  | 米子東（3年連続5回目）     | 1回戦 7-69 山形中央（山形県）                                  |                                       |
| 1999年（第79回大会）  | 米子東（4年連続6回目）     | 1回戦 12-10 鶴来（石川県） 2回戦 3-106 東海大仰星（大阪府第3） | 県勢初の初戦突破。                    |
| 2000年（第80回大会）  | 米子東（5年連続7回目）     | 1回戦 17-34 富良野（北北海道）                                 |                                       |
| 2001年（第81回大会）  | 倉吉東（7年ぶり4回目）     | 1回戦 0-49 平工（福島県）                                      |                                       |
| 2002年（第82回大会）  | 米子東（2年ぶり8回目）     | 1回戦 0-113 秋田工（秋田県）                                   |                                       |
| 2003年（第83回大会）  | 米子東（2年連続9回目）     | 1回戦 7-62 桂（山梨県）                                        |                                       |
| 2004年（第84回大会）  | 倉吉東（3年ぶり5回目）     | 1回戦 0-58 羽咋工（石川県）                                    |                                       |
| 2005年（第85回大会）  | 倉吉東（2年連続6回目）     | 1回戦 5-89 仙台育英（宮城県）                                  |                                       |
| 2006年（第86回大会）  | 倉吉東（3年連続7回目）     | 1回戦 0-77 東農大二（群馬県）                                  |                                       |
| 2007年（第87回大会）  | 倉吉東（4年連続8回目）     | 1回戦 5-56 札幌山の手（南北海道）                              |                                       |
| 2008年（第88回大会）  | 倉吉東（5年連続9回目）     | 1回戦 0-56 富山工（富山県）                                    |                                       |
| 2009年（第89回大会）  | 倉吉総合産（初出場）       | 1回戦 0-86 新潟工（新潟県）                                    | 前身の倉吉工の出場回数は含まれず。    |
| 2010年（第90回大会）  | 倉吉総合産（2年連続2回目） | 1回戦 0-59 深谷（埼玉県第2）                                   |                                       |
| 2011年（第91回大会）  | 倉吉東（3年ぶり10回目）    | 1回戦 0-81 浜松工（静岡県）                                    |                                       |
| 2012年（第92回大会）  | 倉吉総合産（2年ぶり3回目） | 1回戦 0-100 西陵（愛知県）                                     |                                       |
| 2013年（第93回大会）  | 倉吉北（初出場）           | 1回戦 0-121 春日丘（愛知県）                                   |                                       |
| 2014年（第94回大会）  | 倉吉北（2年連続2回目）     | 1回戦 5-82 静岡聖光学院（静岡県）                              | 県勢7年ぶりに得点を挙げる。           |
| 2015年（第95回大会）  | 倉吉北（3年連続3回目）     | 1回戦 0-105 静岡聖光学院（静岡県）                             |                                       |
| 2016年（第96回大会）  | 米子工（21年ぶり7回目）    | 1回戦 3-59 浜松工（静岡県）                                    |                                       |
| 2017年（第97回大会）  | 倉吉東（6年ぶり11回目）    | 1回戦 0-107 流通経済大柏（千葉県）                             |                                       |
| 2018年（第98回大会）  | 米子工（2年ぶり8回目）     | 1回戦 0-110 桐生第一（群馬県）                                 |                                       |
| 2019年（第99回大会）  | 米子工（2年連続9回目）     | 1回戦 0-82 黒沢尻工（岩手県）                                  |                                       |
| 2020年（第100回大会） | 米子工（3年連続10回目）    | 1回戦 0-129 京都成章（京都府）                                 |                                       |
| 2021年（第101回大会） | 米子工（4年連続11回目）    | 1回戦 0-70 城東（徳島県）                                      |                                       |
| 2022年（第102回大会） | 倉吉東（5年ぶり12回目）    | 1回戦 0-66 高鍋（宮崎県）                                      |                                       |
| 2023年（第103回大会） | 倉吉東（2年連続13回目）    | 1回戦 3-48 高松北（香川県）                                    | 県勢通算1勝同士の対戦。               |
| 2024年（第104回大会） | 倉吉東（3年連続14回目）    | 1回戦 0-88 関商工（岐阜県）                                    |                                       |

## 学校別成績
（名称は現校名、前身学校時代を含む）
| 校名       | 出場回数 | 全国大会成績 | 備考 |
| ---------- | -------- | ------------ | ---- |
| 倉吉東     | 14回     | 0勝14敗      |      |
| 米子工     | 11回     | 0勝11敗      |      |
| 米子東     | 9回      | 1勝9敗       |      |
| 倉吉総合産 | 3回      | 0勝3敗       |      |
| 倉吉北     | 3回      | 0勝3敗       |      |
| 倉吉工     | 2回      | 0勝2敗       |      |
| 米子北     | 1回      | 0勝1敗       |      |
| 県勢計     |          | 1勝43敗      |      |